# 香川県立飯山高等学校
香川県立飯山高等学校（かがわけんりつ はんざんこうとうがっこう）は、香川県丸亀市飯山町下法軍寺に所在する公立の高等学校。

## 設置学科
- 総合学科
  - 人文系列
  - 福祉系列
  - 環境系列
  - 食品文化系列
  - ビジネス系列
- 看護学科

## 歴史
- 1914年（大正3年）4月16日 - 香川県綾歌郡立綾歌農業学校（乙種）創立記念式を挙行し、この日を創立記念日とする。
- 1922年（大正11年）4月1日 - 郡制廃止に伴い県立移管し、校名を香川県立飯山農業学校（乙種）と改称。
- 1929年（昭和4年）4月1日 - 男子部卒業生指導のため研究科を設置、同時に女子補習科も研究科と改称。
- 1931年（昭和6年）4月1日 - 男子研究科を専攻科と改称し、授業期間を農閑6ヶ月間とし、女子部を専攻科と改称
- 1941年（昭和16年）4月1日 - 甲種に昇格。
- 1948年（昭和23年）4月1日 - 学制改革により香川県立飯山高等学校として認可される。全日制課程農業科・家庭科設置。
- 1998年（平成10年）4月1日 - 普通科・生産学科募集停止。総合学科設置。
- 2000年（平成12年）3月31日 - 普通科・生産学科廃止。
- 2002年（平成14年）4月1日 - 衛生看護科を看護科と改称。制度変更に伴い、看護科5年一貫教育となる。
- 2005年（平成17年）4月1日 - 専攻科に看護科を設置。
- 2006年（平成18年）4月1日 - 専攻科の衛生看護科を廃止。

## 交通・アクセス方法
- JR四国・坂出駅から琴参バス島田・岡田線（ニューレオマワールド行きもしくは富士見坂団地前行き）乗車、「島田バス停」下車

## 著名な卒業生
- 綾真澄 - 陸上競技選手（ハンマー投げ）